# كريستوفر هوكينز
كريستوفر هوكينز (31 أغسطس 1938 في المملكة المتحدة - ) (بالإنجليزية: Christopher Hawkins)‏ هو لاعب كريكت بريطاني. لعب مع نادي وارويكشاير للكريكيت ‏ وBuckinghamshire County Cricket Club ‏.

## وصلات خارجية
- كريستوفر هوكينز على موقع إي آس بي آن كريك إنفو (الإنجليزية)